# È
De È (onderkast è) is een in het Latijnse alfabet voorkomende letter. De letter wordt gevormd door het karakter E met een daarboven geplaatste accent grave. Het teken komt van oorsprong voor in het Emiliaans, Frans, Hanyu pinyin, Italiaans, Limburgs, Occitaans, Romagnools en het Vietnamees, maar in leenwoorden komt de letter ook voor in het Nederlands.
De È wordt meestal uitgesproken als [ɛ].

## Gebruik in het Nederlands
In de Nederlandse spelling komt de È of è niet heel veel voor. Het vaakst wordt de letter aangetroffen in leenwoorden uit het Frans, zoals scène en carrière.

## Weergave op de computer
Het teken staat niet op een Nederlands toetsenbord. Toch zijn er meerdere manieren om de È of è te typen: ofwel met de combinatie `-toets (links van de 1-toets) en respectievelijk de E-of e-toets, ofwel met de ALT-code ALT+0200 (hoofdletter), of ALT+0232 (onderkast).
In HTML wordt voor de hoofdletter de karakter-entiteitreferentie &Egrave gebruikt; voor de onderkast &egrave.